# Искусственное охлаждение

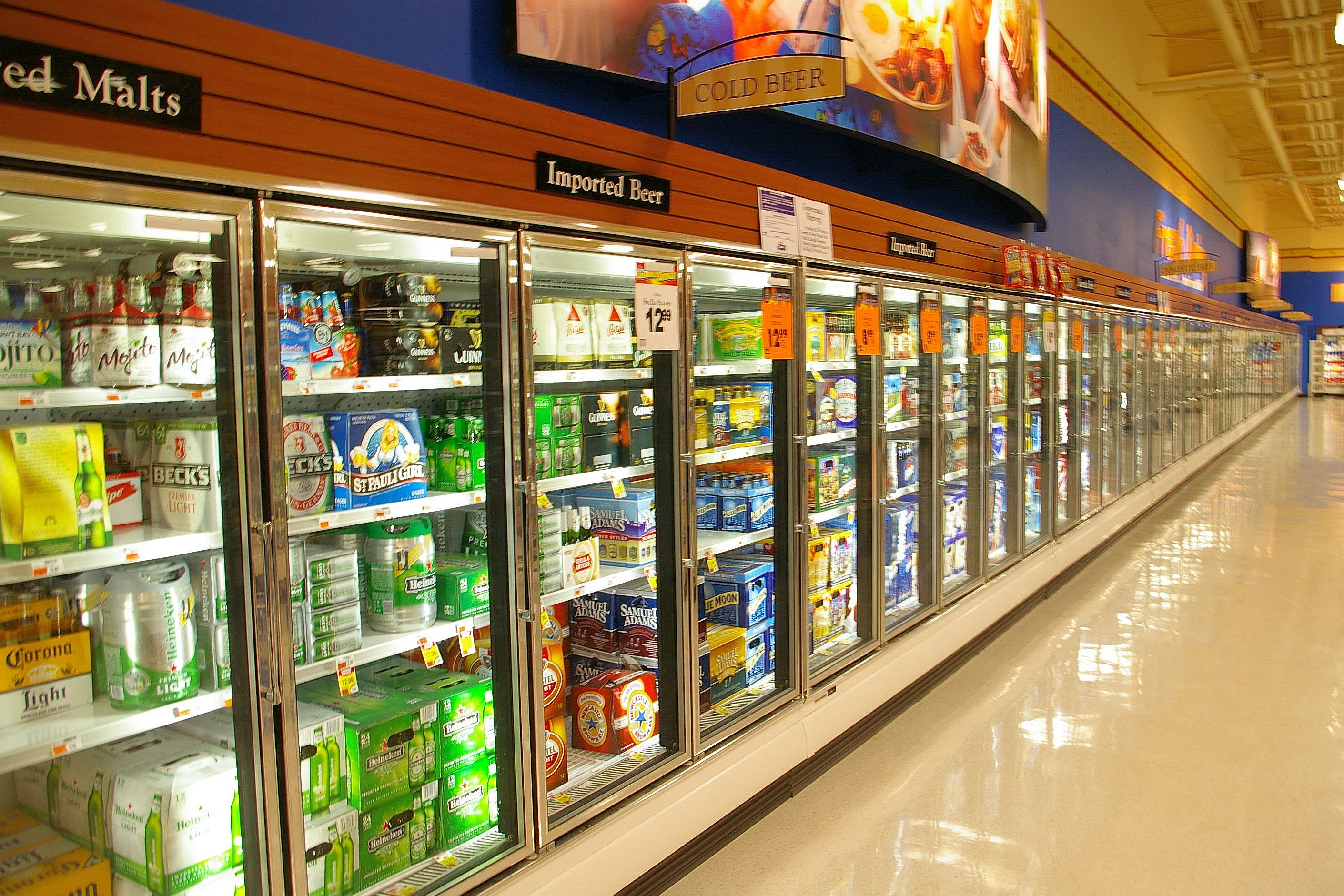
Холодильник в супермаркете

Искусственное охлаждение (англ. refrigeration) — процесс отвода тепла от тела для понижения его
температуры ниже температуры окружающей среды. Процесс противоположный нагреву. В промышленности и технике искусственный холод получают в основном используя холодильные машины и охлаждающие смеси.

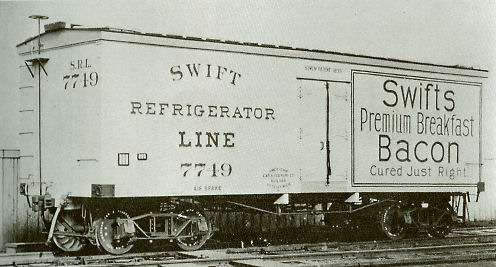
Один из первых рефрижераторных вагонов, построенный на заводе American Car and Foundry в Детройте в 1899 году для компании Swift Refrigerator Line

В прикладных целях достигается отводом определённого количества теплоты и традиционно осуществляется с помощью механической работы, но может осуществляться под действием тепла, магнетизма, кинетического испарения атомов,  электричества, испарения, с помощью лазера и другими способами. 
Установки для создания искусственного холода — холодильники и кондиционеры производят отбор тепла либо просто перемещением теплоносителя (например, воздуха) из менее нагретых мест в охлаждаемые, либо по принципу теплового насоса, путём создания возле охлаждаемой области разрежения для испарения жидкости-теплоносителя, например, перекачиванием фреона по трубкам, либо (реже) посредством эффекта Пельтье.
Для относительно кратковременного искусственного холода в условиях отсутствия источника энергии применяют аккумуляторы холода или сухой лёд.
Охлаждение имеет множество применений, включая, но не ограничиваясь: бытовые холодильники, промышленные морозильники, криогенную технику и кондиционирование воздуха. Развитие методов охлаждения оказало большое влияние на промышленность, образ жизни, сельское хозяйство и урбанизацию.

## История
Идея сохранения продуктов с помощью охлаждения восходит к древним Римской и Китайской империям. Однако, в XIX веке холодильная техника быстро эволюционировала от сбора льда и снега до железнодорожных вагонов с контролируемой температурой. Появление рефрижераторных вагонов способствовало экспансии на запад Соединённых Штатов Америки, возникли поселения в районах, которые не были на основных транспортных каналах таких как, например, реки, гавани, или горные тропы. Поселения также появились в бесплодных районах страны, богатых природными ресурсами. Развитие холодильной техники способствовало строительству крупных городов, которые стали процветать в областях, где без холодильников и кондиционеров жизнь была бы неустойчивой, таких как Хьюстон, штат Техас, и Лас-Вегас, штат Невада.
Развитие производства продуктов питания, их доступность для всего населения, оказали большое влияние на питание общества. В большинстве развитых стран города сильно зависят от холодильников в супермаркетах, выживание зависит от получения пищи для ежедневного потребления. Увеличение спроса на продукты питания привело к большей производительности сельскохозяйственных земель и уменьшению количества существующих хозяйств. Фермы сегодня производят гораздо больше продукции на одного занятого в хозяйстве человека по сравнению с концом 1800-х годов.

## Методы охлаждения
Методы охлаждения могут быть классифицированы как: 
- нециклические,
- циклические,
- термоэлектрические,
- магнитные.

### Нециклическое охлаждение

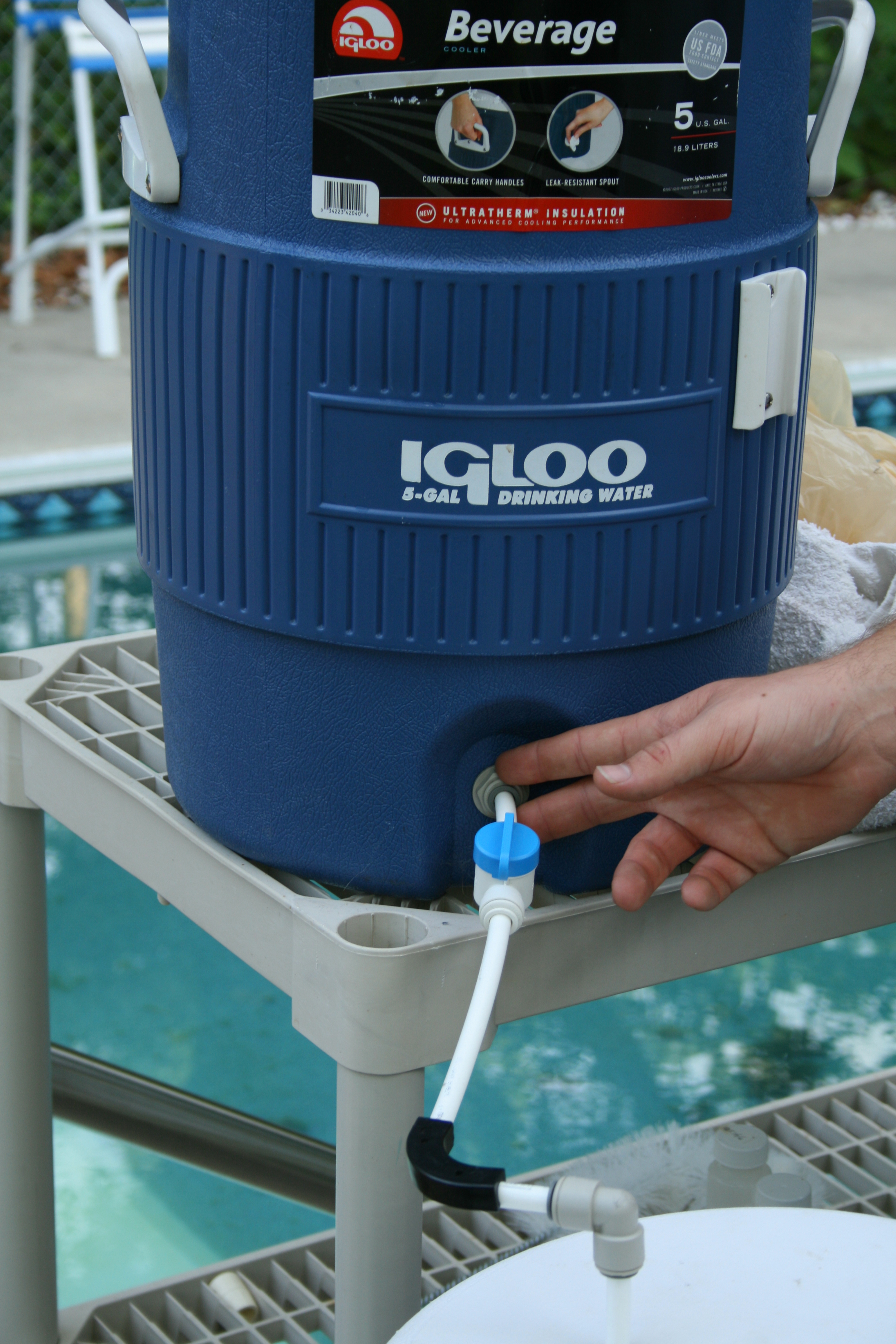
Изолированный кулер для охлаждения напитков

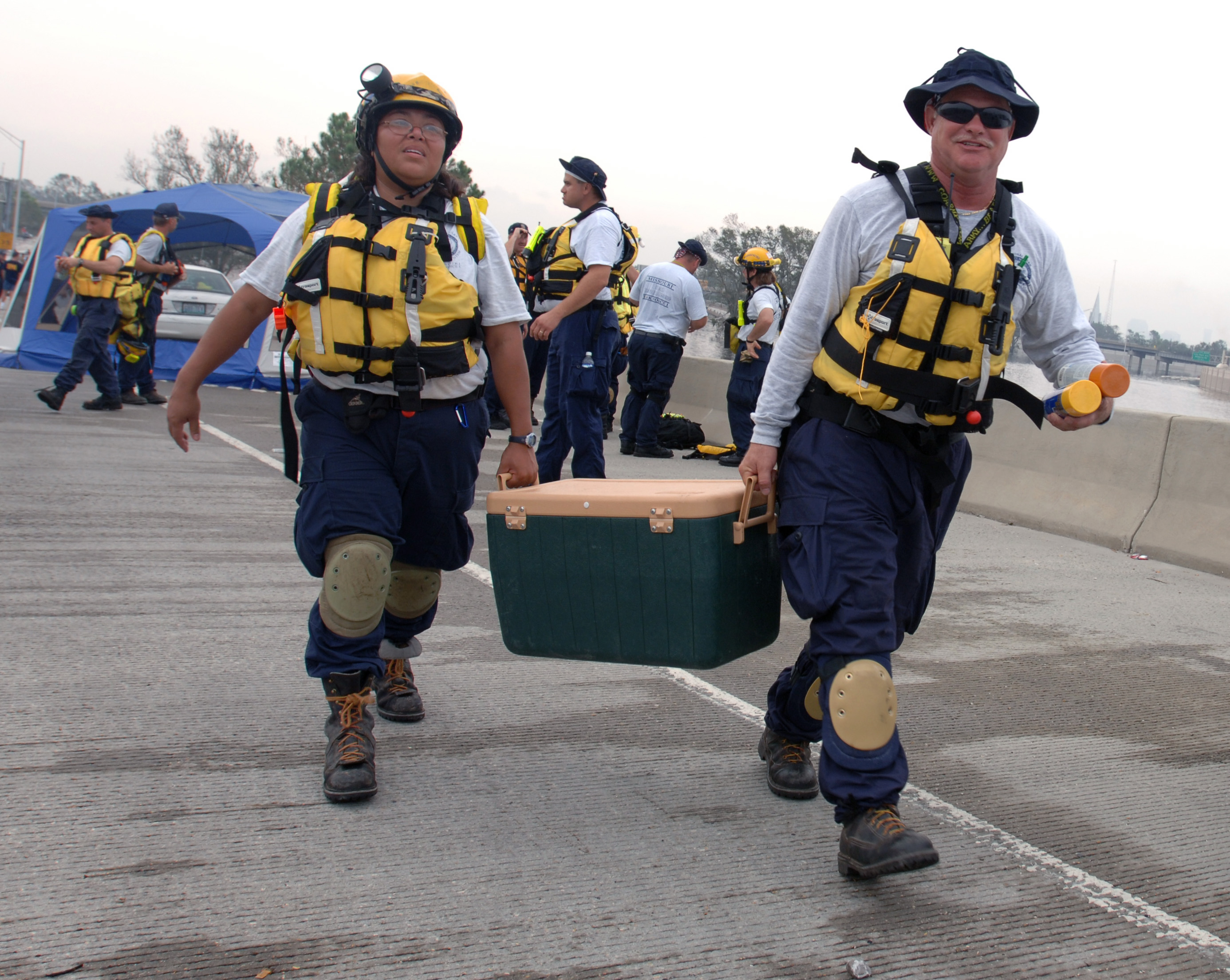
Спасатели несут переносной холодильник

Нециклическое охлаждение осуществляется за счет таяния льда или сублимации сухого льда (твердой формы углекислого газа). Эти методы используются для небольших холодильников, например, в лабораториях и мастерских, или для переносных холодильников.

## В технике
- Воздушное охлаждение
- Жидкостное охлаждение
- Лазерное охлаждение

### Система охлаждения
- Система охлаждения двигателя внутреннего сгорания
- Система охлаждения компьютера

## Влияние на сельское хозяйство и пищевую промышленность

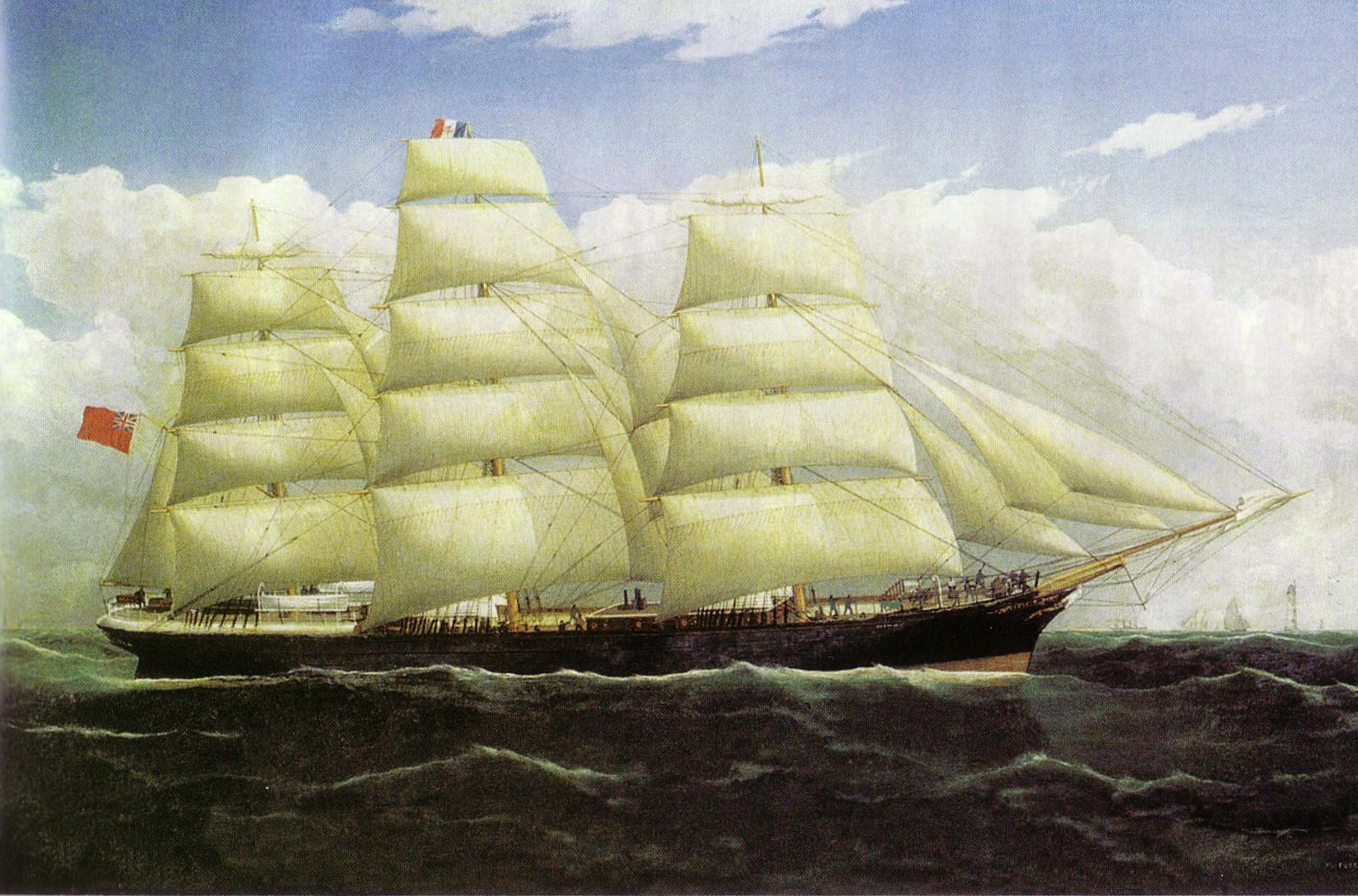
Клипер «Данидин», первое коммерчески успешное рефрижераторное судно

Роль сельского хозяйства в развитых странах резко изменилась в прошлом веке из-за многих факторов, в том числе развития холодильных технологий. Статистика переписи 2007 года дает информацию о большей производительности сельскохозяйственных земель и уменьшении количества существующих хозяйств в Соединённых Штатах Америки. Частично это результат рынка замороженного мяса, созданного первыми успешными продажами партий замороженных овечьих туш, поступающих из Новой Зеландии в 1880-х годах. Так как рынок продолжал расти были введены правила пищевой обработки и контроль за качеством. В дальнейшем электричество, проведённое в сельские дома в США, что позволило использовать холодильную технику, привело в дальнейшем к развитию фермерских хозяйств, увеличению их производительности. Сегодня использование холодильников на фермах позволяет избежать порчи из-за роста бактерий и способствует сохранению продуктов.

### Производство мясных продуктов и торговля
К 1882 году на Южном острове Новой Зеландии добились успехов в посеве трав и селекции овец, что сразу дало экономический потенциал для экспорта фермерского мяса. В 1882 году первая партия замороженных овечьих туш была успешно отгружена и отправлена из порта Чалмерс в Данидине, Новая Зеландия, в Лондон. В 1890-х годах торговля мясом стала прибыльным бизнесом в Новой Зеландии, особенно в Кентербери, где 50 % овечьих туш шло на экспорт в 1900 году. Вскоре кентерберийское мясо получило известность своим высоким качеством, создав спрос на новозеландские мясопродукты по всему миру. Для удовлетворения этого спроса фермеры улучшили питание овец, откармливая их на убой всего за семь месяцев. Метод доставки в замороженном виде привёл к экономическому буму в Новой Зеландии в середине 1890-х годов.
В США в 1891 году был принят «Закон о контроле качества мясных продуктов», потому что местные мясники почувствовали, что система рефрижераторных вагонов была нездоровой. Когда производство мясных продуктов начало расти, потребители стали нервничать по поводу качества мяса для потребления. Книга The Jungle Эптона Синклера привлекла негативное внимание к мясной промышленности и вывела на свет антисанитарные условия труда и переработку больных животных. Эта книга привлекла внимание президента Теодора Рузвельта, и в 1906 году был введен в действие «Закон о контроле качества мясных продуктов» в качестве поправки к «Закону о контроле качества мясных продуктов» 1891 года. Этот новый закон регламентировал качество мяса и условия его переработки.